# Ye Olde Fighting Cocks
Ye Olde Fighting Cocks és una casa pública a St Albans, Hertfordshire, Anglaterra. És un dels diversos pubs que declara ser el més antic d'Anglaterra, afirmant haver estat en el negoci des del 793 dC. El pub va ser reconegut una vegada com el més antic d'Anglaterra pel Guinness World Records, però aquest títol es va retirar l'any 2000. Historic England descrigué l'edifici com d'aspecte del segle xvi, però com que la data més antiga per a la qual es pot demostrar que tenia llicència és el 1756, i fins i tot aquesta data no és segura, la seva afirmació sobre aquest registre és una mica incerta. Altres com Ye Olde Man &amp; Scythe a Bolton, Greater Manchester i Ye Olde Trip to Jerusalem a Nottingham poden tenir millors proves de ser els més antics. Fins i tot a St Albans, es creu que el White Hart i la Fleur de Lys (actualment anomenats "The Snug") van comerciar com a tavernes al període baixmedieval.

## Localització
El pub es troba al final de l'Abbey Mill Lane al costat del riu Ver, als afores del perímetre del parc Verulamium, no gaire lluny de la catedral de Sant Albà a Hertfordshire.

## Arquitectura
L'estructura principal és exempta i té un aspecte octogonal, atribuïble al seu ús original com a colomar. Al llarg dels anys s'ha anat incorporant parts, però l'estructura original de fusta és clarament visible. Originalment, estava a prop de la la catedral de Sant Albà (quan era l'abadia de Saint Albans) i es va traslladar al lloc actual en algun moment després de la dissolució de l'abadia el 1539. Es diu que els seus fonaments són encara més antics, que daten al voltant de l'any 793, però de nou això és dubtós. S'afirma que hi ha túnels entre la catedral i els cellers de cervesa del pub que antigament eren utilitzats pels monjos.
Com passa amb molts edificis antics, els sostres són força baixos. Al costat d'una de les xemeneies hi ha un forn original de pa. Té una gran cerveseria a l'aire lliure amb diferents seients, així com seients al davant.

## Història

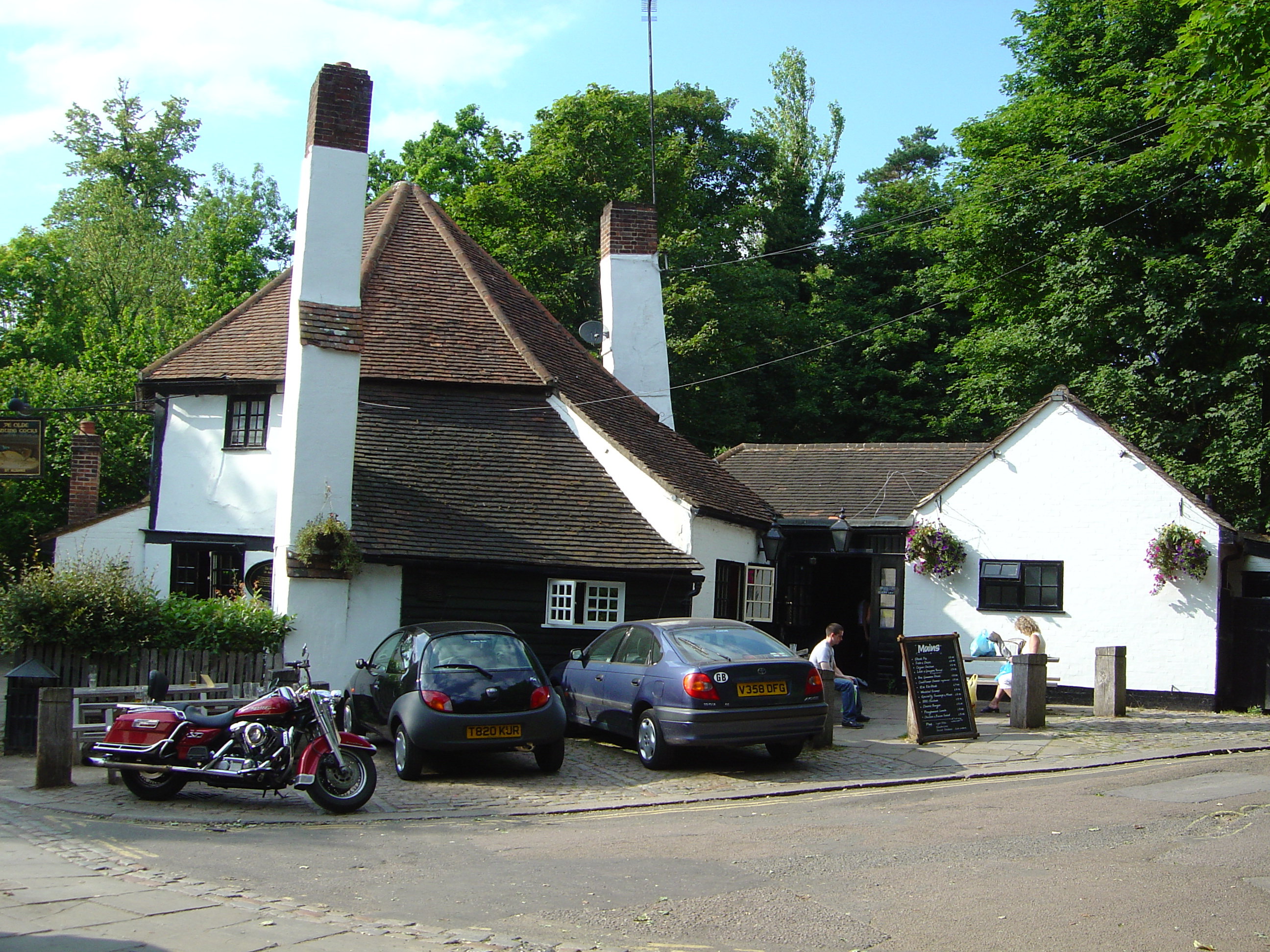
Ye Olde Fighting Cocks la vista des de l'aparcament (2003)

L'estructura principal de l'edifici va ser construïda al segle XI i originàriament es va utilitzar com a colomar.
En la seva ubicació actual, era conegut originalment com The Round House, però no hi ha constància que tingués llicència com a casa pública amb aquest nom. La primera referència coneguda que es tracta d'una taverna és l'any 1756, quan sembla que es comercialitza com The Three Pigeons. Cap a l'any 1800 el seu nom va canviar a Fighting Cocks, potser en referència a l'esport de la lluita de galls que era popular a l'època i que podria haver tingut lloc a la zona del bar principal. El prefix "Ye olde..." és una afectació victoriana tardana. És conegut pels locals com 'The Fighters' o 'The Cocks'.
L'any 1950 l'edifici va ser catalogat.
L'any 2015 PETA va escriure al propietari del pub i als seus propietaris, Mitchells & Butlers, sol·licitant que canviessin el nom a causa de la seva associació de baralles de galls. La sol·licitud va ser rebutjada.
El febrer de 2022, el pub va entrar a l'Administració en dret del Regne Unit.

## En la cultura popular
The Cocks va aparèixer en una escena exterior a "The Sins of the Fathers", un episodi de 1990 de la sèrie d'ITV Inspector Morse. L'escenari era el jardí de la cervesa al costat del riu Ver, amb el gran rètol del pub clarament visible al fons. També apareix a la tercera sèrie de la sitcom After Life de Ricky Gervais.